# Каис Саид
Каис Саид (арап. قَيس سَعيد; Тунис, 22. фебруар 1958) туниски је политичар и правник. Председник је Туниса од 2019. годинe. Био је председник Туниског удружења за уставно право од 1995. до 2019. године.